# Callirhipis unicostata
Callirhipis unicostata is een keversoort uit de familie Callirhipidae. De wetenschappelijke naam van de soort is voor het eerst geldig gepubliceerd in 1857 door Lacordaire.